# Lèvres de sang
Pour plus de détails, voir Fiche technique et Distribution.
Lèvres de sang est un film français réalisé en 1974, qui fait partie des Chroniques de vampires de son auteur et metteur en scène Jean Rollin. En 1975, le film ressort dans une version pornographique très différente intitulée Suce-moi vampire.

## Synopsis
Lors d'une réception pour le lancement d'un parfum, un homme aperçoit une photo représentant des ruines. Cette photographie lui remet en mémoire un passage de son enfance, lors duquel il avait rencontré une adolescente aux lèvres très rouges dans ces ruines. Il n'aura de cesse de retrouver ce lieu, alors que l'adolescente lui apparaît pour lui fournir des indices.

## Fiche technique
- Scénario : Jean Rollin
- Adaptation : Jean Rollin et Jean-Loup Philippe
- Production : Lionel Wallmann et Jean-Marie Ghanassia
- Dialogues : Jean-Loup Philippe
- Images : Jean-François Robin
- Son : Gérard Tilly
- Musique : Didier William Le Pauw
- Photographie : Jean-François Robin
- Montage : Olivier Grégoire
- Maquillage : Eric Pierre
- Décors : Alain Pitrel
- Affiche : Caza
- Sortie : 19 mai 1975
- Interdit aux moins de 16 ans

## Distribution
- Annie Belle : Jennifer (comme Annie Briand)
- Jean-Loup Philippe : Frédéric
- Natalie Perrey : la mère de Frédéric
- Paul Bisciglia : le psy
- Martine Grimaud : la photographe
- Béatrice Harnois : le modèle de charme
- Willy Braque : le tueur
- Jean Rollin : le gardien du cimetière
- Serge Rollin : Frédéric enfant
- Anita Berglund : vampire brune
- Hélène Maguin : vampire blonde
- Catherine Castel : jumelle vampire
- Marie-Pierre Castel : jumelle vampire
- Mireille Dargent :
- Julien Etchevery
- Claudine Beccarie : Claudine
- Sylvia Bourdon :

## Lieux de tournage
- Paris, Trocadéro, Station Charles de Gaulle - Etoile, Cimetière du Père-Lachaise
- Pourville-sur-Mer (plage), (Seine-Maritime)
- Chateau Gaillard aux Andelys (Eure)

## Autour du film
- Le film a été tourné en trois semaines.
- Dans la scène du métro, la caméra s’attarde volontairement sur une affiche publicitaire relative à la sortie du film de Luis Buñuel, Le Fantôme de la liberté

## Version pornographique
Une version hardcore du film sortit sous le titre de Suce-moi Vampire. Même si Lèvres de sang fournit une bonne  partie de son matériel le montage et l'histoire en sont très différents.

Si Jean-Loup Philippe est toujours le protagoniste, Annie Belle est absente de cette version et Natalie Perrey ne fait qu'une petite apparition.

Dans les scènes pornographiques, qui composent la majeure partie du film, on retrouve Martine Grimaud, Béatrice Harnois, Claudine Beccarie, Sylvia Bourdon, ainsi qu'une nouvelle venue, Éva Quang, que l'on retrouvera l'année suivante dirigée par Rollin dans La Romancière lubrique. Si on voit les « vampires » Anita Berglund et Hélène Maguin dans des séquences hard, ce n'est en revanche pas le cas de Catherine et Marie-Pierre Castel qui conservent leurs rôles et leurs voiles.